# Замерзла північ
«Замерзла північ» (The Frozen North) — американська чорно-біла німа кінокомедія Бастера Кітона 1922 року.

## Сюжет
Герой опиняється на Крайній Півночі, де його чекає маса пригод, серед яких пограбування грального будинку і вбивство коханця своєї дружини, якщо, звичайно, герой не помилився.

## У ролях
- Бастер Кітон — погана людина
- Джо Робертс — водій
- Сібіл Сілі — дружина
- Бонні Гілл — хороша сусідка
- Фріман Вуд — її чоловік
- Едвард Ф. Клайн — двірник